# Школи на икономическата мисъл
Школи на икономическата мисъл е термин, който описва разнообразието от подходи в история на икономическата теория, които са достатъчно значими, за да бъдат описани като школа на мисълта. Макар че икономистите невинаги се вписват в определена / конкретна школа, особено в модерните времена, класифицирането на икономистите в школи на мисълта е често. Икономическата мисъл може да бъде разделена по периоди на 3 фази:
- предмодерна (греко-римска, индийска, персийска, арабска и китайска)
- ранномодерна (меркантилизъм, физиократи)
- модерна (започвайки с Адам Смит и класическата икономика през късния 18 век),

макар че систематичното развиване на икономическата теория започва едва през модерната епоха.
Голяма част от икономистите следват подходи, наричани "мейнстрийм икономика" (англ. mainstream), понякога наричана и ортодоксална икономика, други са последователи на хетеродоксалните подходи. Вътре в мейнстрийма се различават двете основни групи на соленоводната школа (асоциирана с Бъркли, Харвард, МИТ, Пенсилвански университет, Принстън и Йейл) и лесе-фер идеите на сладководната школа, представяна от Чикагската школа по икономика, Университет Карнеги Мелън и други, като и в двете школи се наблюдава неокласическия синтез. Хетеродоксалната икономика включва институционална, пост-Кейнсианска, социална, социалистическа, марксистка, австрийска, екологична и феминистка, историческите подходи, както и други.